# Pasiones (programa de televisión)
Pasiones fue un programa de televisión emitido por Televisión Nacional de Chile desde 2004 hasta 2008. 

## Historia
Desde su estreno el 24 de mayo de 2004, fue conducido por el animador Felipe Camiroaga y la periodista Bárbara Rebolledo, para luego Camiroaga ser reemplazado en 2005 por Martín Cárcamo, animador que estuvo presente en el programa hasta el día 25 de enero de 2008. 
En Pasiones, personas con problemas amorosos muestran sus casos y piden consejos a la audiencia y a los expertos del panel, en el que están incluidos psiquiatras, psicólogos y tarotistas. Los otros miembros del panel están conformados por figuras invitadas o por panelista temporales, como el periodista Rodrigo Guendelman o el actor Juan José Gurruchaga, entre otros. El programa se masificó al mostrar recreaciones actuadas de las historia que cada día llegan al programa.
Tras cinco años al aire, el 31 de diciembre de 2008 el programa concluyó, tras meses de incertidumbre sobre el futuro del programa. En 2009 su franja horaria fue ocupada por el programa Digan lo que digan, conducido por Katherine Salosny, y al ser cancelado este por telenovelas.